# Samuel Dickinson Hubbard
Samuel Dickinson Hubbard (ur. 10 sierpnia 1799 w Middletown, zm. 8 października 1855 tamże) – amerykański polityk.
Rozpoczął studia klasyczne w Yale, które ukończył w 1819. W latach 1823–1837 praktykował prawo. Później pracował w przemyśle produkcyjnym. Wkrótce zaangażował się w politykę i w 1844 został wybrany do Izby Reprezentantów, gdzie zasiadał przez dwie kolejne kadencje (od 4 marca 1845 do 3 marca 1849) z ramienia wigów. 
W 1852 prezydent Millard Fillmore powołał go do swojego gabinetu na stanowisko poczmistrza generalnego Stanów Zjednoczonych. Urząd ten sprawował od 31 sierpnia 1852 do 7 marca 1853.
S.D. Hubbard spoczywa na cmentarzu Indian Hill w Middletown, obok swojej żony Jane Miles Hubbard.